# Cantone di Torcy
Il Cantone di Torcy è una divisione amministrativa dell'arrondissement di Torcy.
A seguito della riforma complessiva dei cantoni del 2014 è passato da 6 a 5 comuni.

## Composizione
Prima della riforma del 2014 comprendeva i comuni di:
- Bussy-Saint-Georges
- Bussy-Saint-Martin
- Collégien
- Croissy-Beaubourg
- Ferrières-en-Brie

Dal 2015 comprende i comuni di:
- Bussy-Saint-Georges
- Bussy-Saint-Martin
- Collégien
- Jossigny
- Torcy